# Municipio de Allen (condado de Hancock)
El municipio de Allen (en inglés: Allen Township) es un municipio ubicado en el condado de Hancock en el estado estadounidense de Ohio. En el año 2010 tenía una población de 2533 habitantes y una densidad poblacional de 41,96 personas por km².

## Geografía
El municipio de Allen se encuentra ubicado en las coordenadas 41°7′41″N 83°39′16″O / 41.12806, -83.65444. Según la Oficina del Censo de los Estados Unidos, el municipio tiene una superficie total de 60.37 km², de la cual 60.1 km² corresponden a tierra firme y (0.45%) 0.27 km² es agua.

## Demografía
Según el censo de 2010, había 2533 personas residiendo en el municipio de Allen. La densidad de población era de 41,96 hab./km². De los 2533 habitantes, el municipio de Allen estaba compuesto por el 96.41% blancos, el 0.63% eran afroamericanos, el 0.2% eran amerindios, el 0.55% eran asiáticos, el 0.2% eran isleños del Pacífico, el 0.71% eran de otras razas y el 1.3% pertenecían a dos o más razas. Del total de la población el 2.65% eran hispanos o latinos de cualquier raza.